# Lago Guntersville
El Lago Guntersville (Guntersville Lake en inglés) es un lago y embalse artificial ubicado al norte del estado de Alabama, Estados Unidos. Está situado en el río Tennessee, entre las ciudades  de Bridgeport y Guntersville. Formado por el agua recogida por la presa homónima, se extiende 121 kilómetros detrás de la presa en una superficie de 280 km².

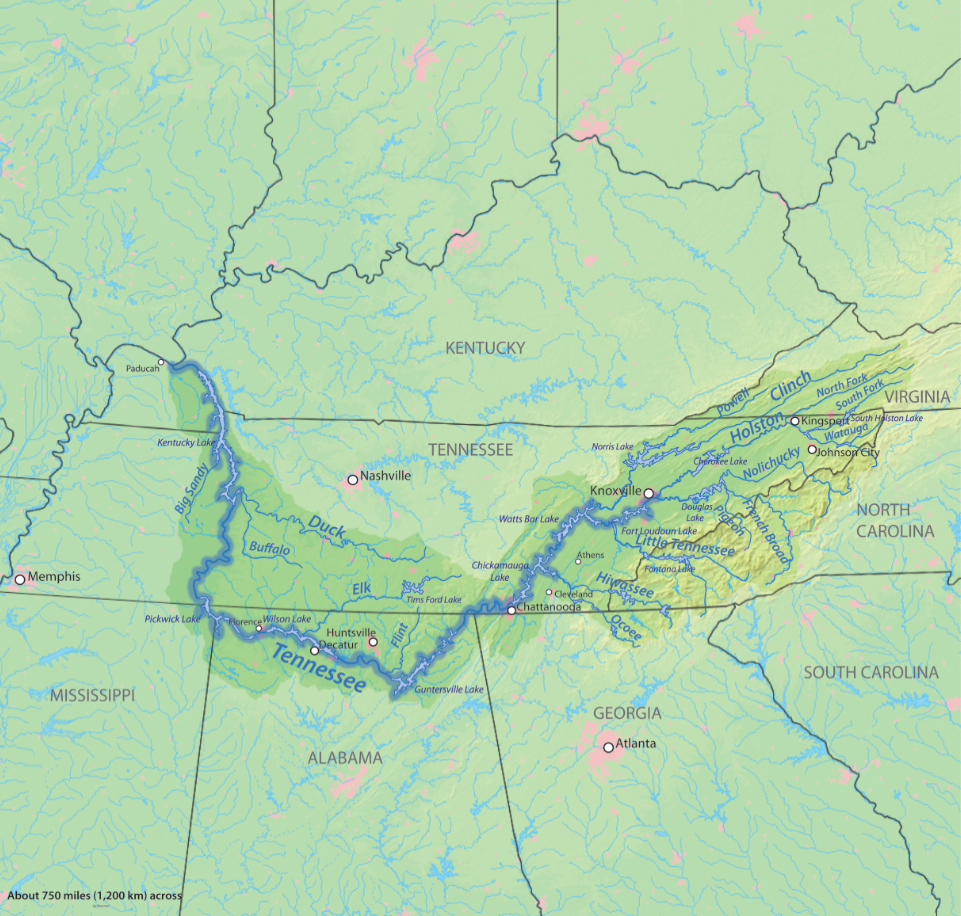
Mapa del río Tennessee, donde aparece abajo y el centro, el lago Guntersville

Su nombre proviene de la ciudad de Guntersville, que recibió su nombre de uno de los primeros colonos de la zona, John Gunter.